# Anton Bicker Caarten

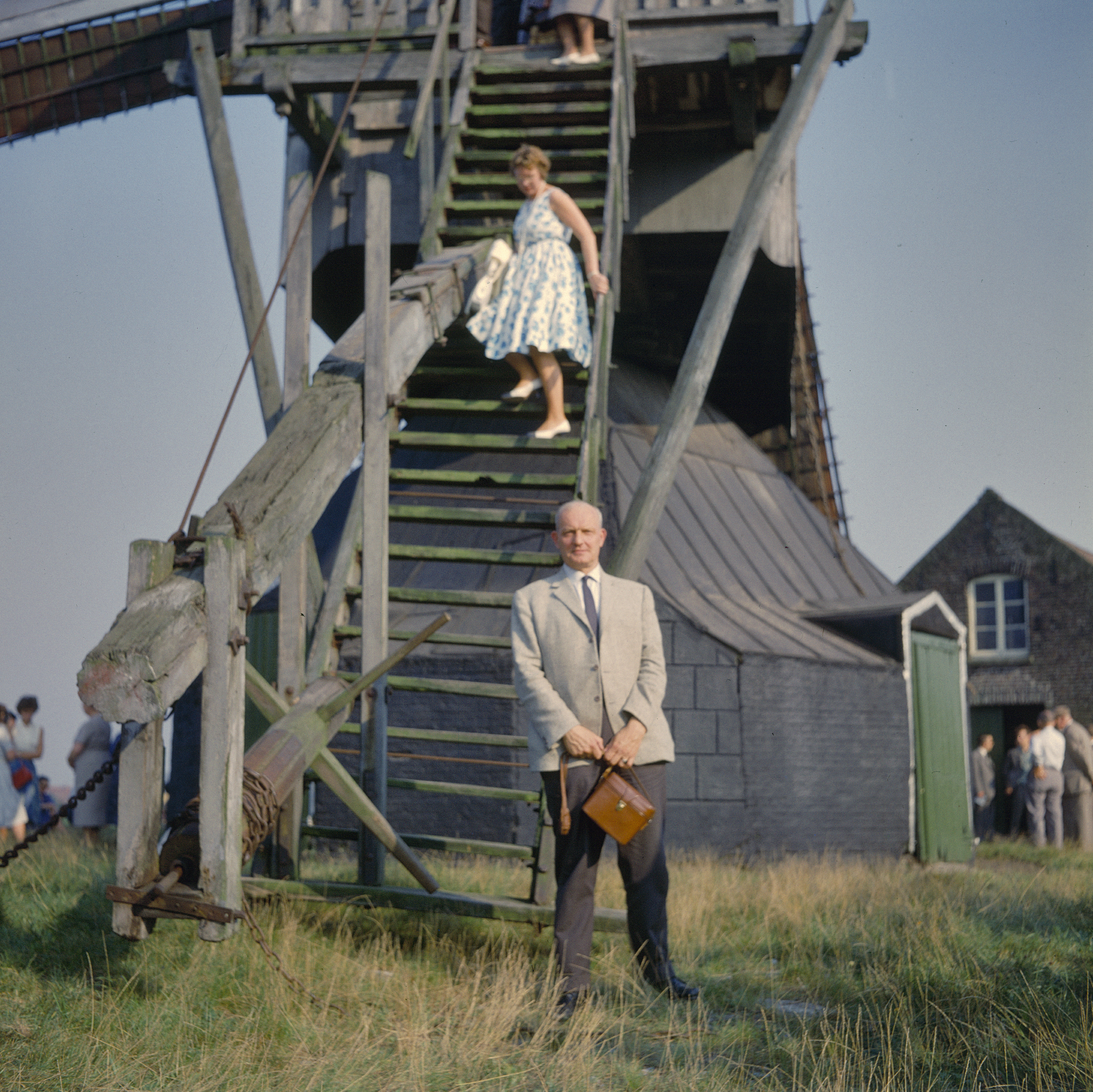
Anton Bicker Caarten staand voor de staart van een molen in Stramproy (1961)

Anton Bicker Caarten (Elburg, 28 september 1902 – 17 april 1990) was een Nederlandse molendeskundige en schrijver.
Hij werd geboren als zoon van Herman Adriaan Bicker Caarten (1868-1949) die in Elburg arts was. In de zomer van 1905 vertrok het gezin naar Giethoorn waar zijn vader als arts ging werken. Tijdens zijn jeugd daar kreeg hij een sterke belangstelling voor molens. Anton Bicker Caarten was vanaf de oprichting in 1923 betrokken bij Vereniging De Hollandsche Molen die zich inzet voor het behoud van molens in Nederland. In dat jaar schreef hij ook zijn eerste artikel over het verdwijnen van molens en gedurende zijn leven zou hij ongeveer 70 boeken en andere publicaties over molens schrijven zoals De molen in ons volksleven.
In april 1931 trouwde hij in Ginneken met Margaretha Catharina Stigter (1905-1979) die later onder het pseudoniem Margrit de Sablonière boeken schreef over derdewereldliteratuur. Onder dat pseudoniem verschenen ook vertalingen van boeken van zwarte auteurs uit Afrika en Amerika. Bovendien zou zij zich ontwikkelen tot een Van Gogh-expert waarbij ze een uitgebreide briefwisseling onderhield met Vincent van Goghs neef en erfgenaam ir. V.W. van Gogh. Als M. de Sablonière publiceerde ze ook over Vincent van Gogh, diens werk en tijdgenoten.
In 1945 ging Bicker Caarten werken bij de rijksdienst voor de monumentenzorg waar hij zich vooral richtte op de nog bestaande molens. Ook toen hij daar hoofdcommies/administratief hoofdambtenaar was bleef hij actief betrokken bij tal van organisaties op het gebied van molenbescherming en heemkunde. Al voor de Tweede Wereldoorlog was hij secretaris van de historische vereniging "Oud Leiden" in zijn toenmalige woonplaats Leiden en verder was hij als lid van de provinciale Molencommissie mede-initiatiefnemer voor de oprichting van de Rijnlandse Molenstichting en bestuurslid tot 1962 en vanaf dat jaar  tot 1979 voorzitter van deze organisatie.

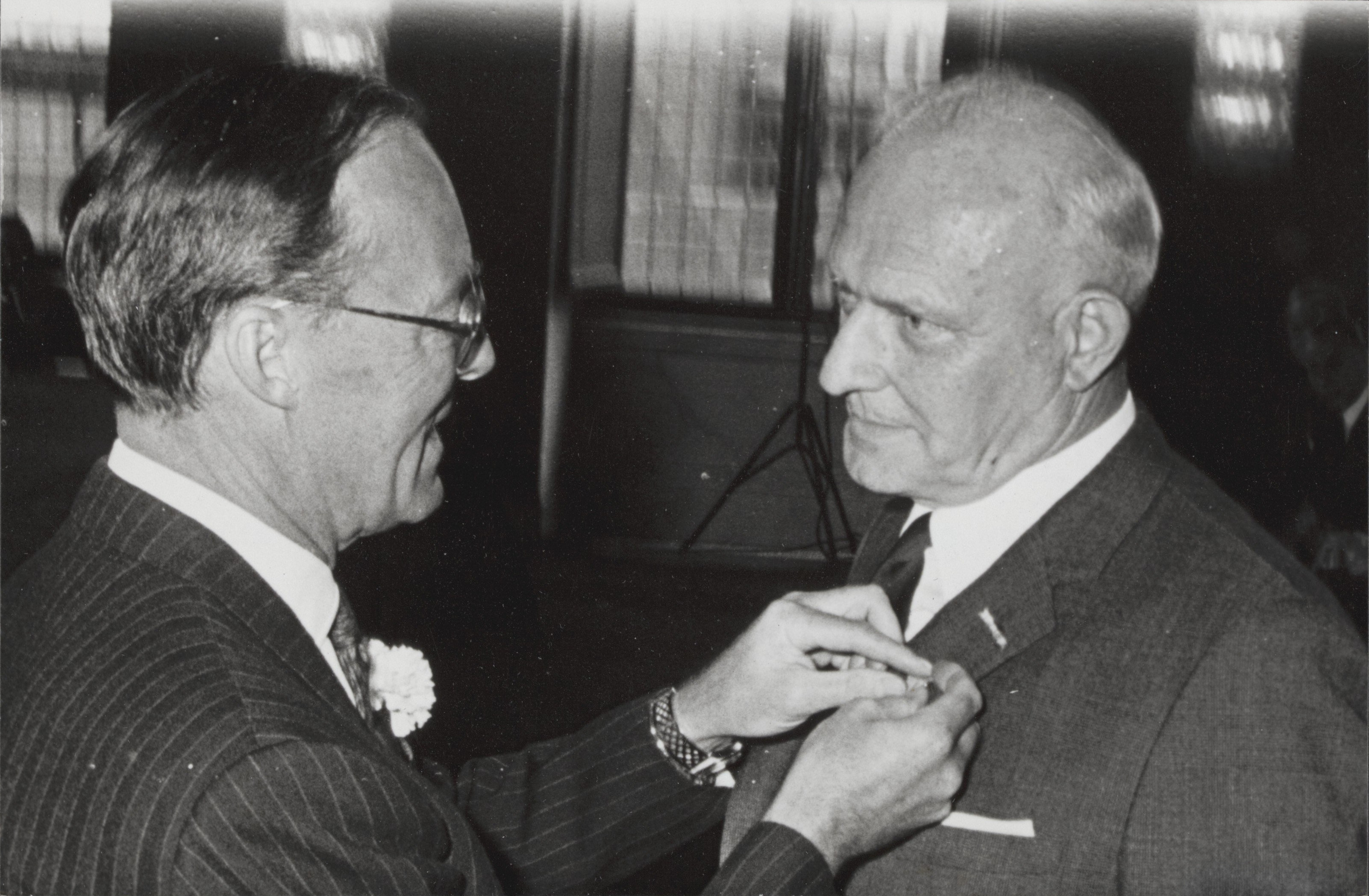
Uitreiking Zilveren Anjer door prins Bernhard aan Anton Bicker Caarten (1968)

In 1968 kreeg de toen 65-jarige Bicker Caarten de Zilveren Anjer uitgereikt door prins Bernhard voor zijn bijna een halve eeuw volgehouden streven naar het beschermen van het molenbezit in Nederland.
Vanuit zijn nieuwe woonplaats Meppel bleef Bicker Caarten zich ook na zijn pensionering inzetten voor het behoud van molens en verschenen er nog vele publicaties van zijn hand. In 1980, een jaar na het overlijden van zijn echtgenote, schonk hij haar Van Gogh-archief (documentatiemateriaal en correspondentie) aan het Van Gogh Museum in Amsterdam. Het boek Middeleeuwse watermolens in Hollands polderland, het laatste werk waaraan hij heeft meegewerkt, verscheen pas nadat hij in 1990 op 87-jarige leeftijd overleden was.

## Geslacht Bicker Caarten
Anton Bicker Caarten is een afstammeling van Frederik Pieter Bicker (1766-1832), die aan het einde van de 18e eeuw, vanwege een bepaling in het testament van zijn oom Pieter Caarten, diens achternaam toevoegde aan de zijne.